# Dolmen von Saint-Nectaire-le-Bas

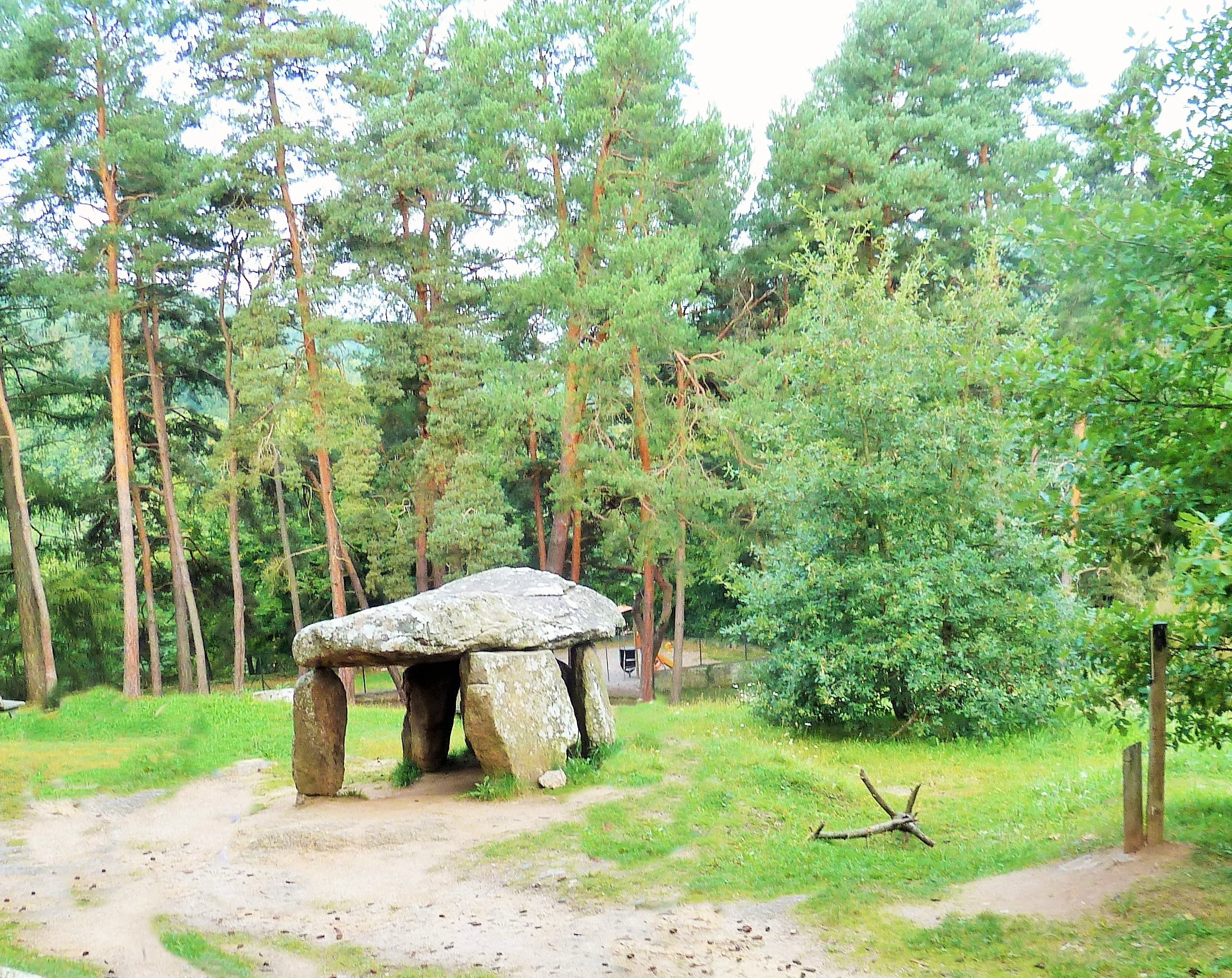
Dolmen du Parc

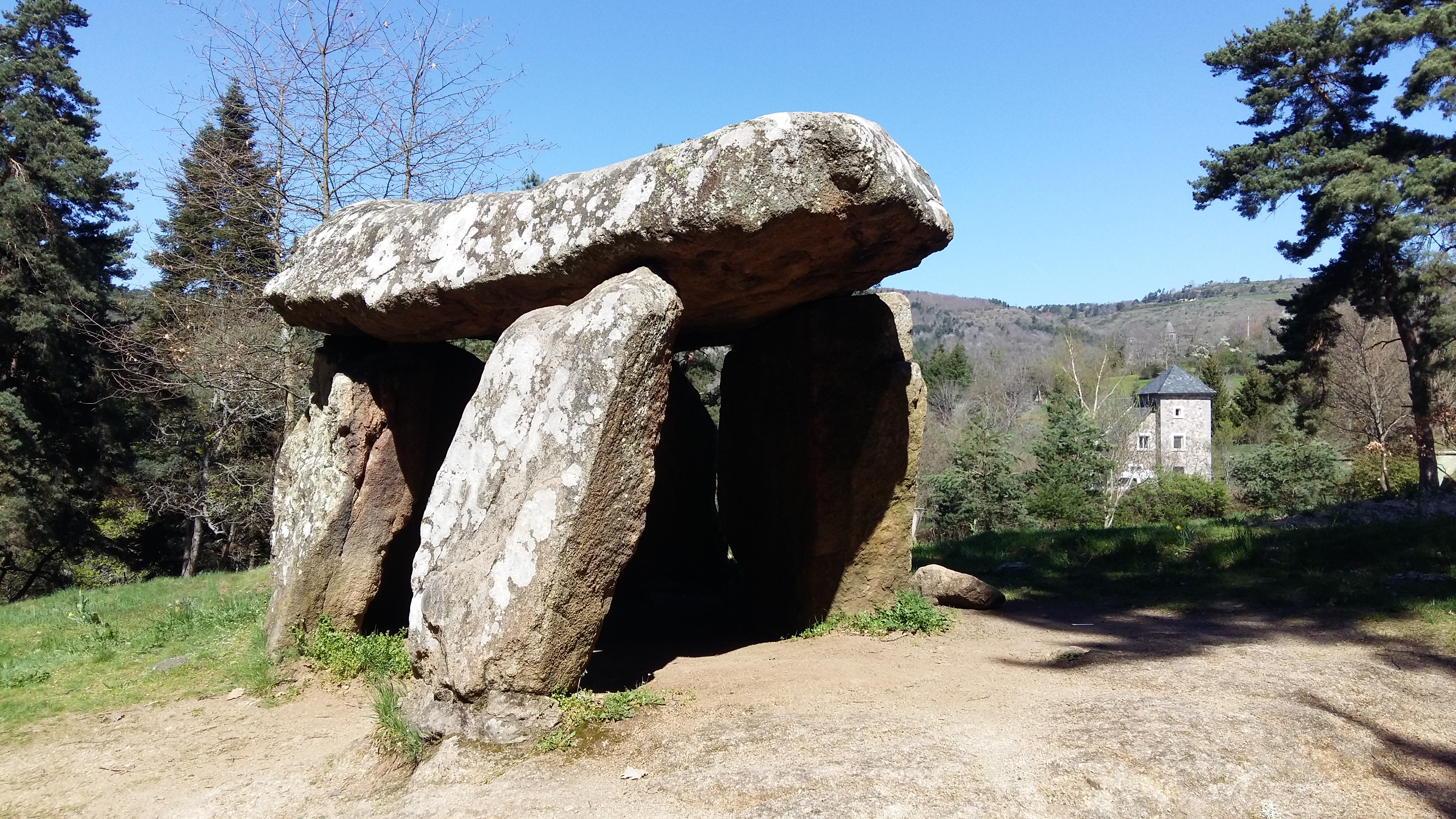
Dolmen de Saint-Nectaire-le-Bas

Der Dolmen von Saint-Nectaire-le-Bas (auch „Dolmen du Parc“ oder „Palet de Samson“ genannt) liegt im 1890 gegründeten „Parc du Dolmen“ in Saint-Nectaire-le-Bas bei Clermont-Ferrand im Zentralmassiv im Département Puy-de-Dôme in der südfranzösischen Region Auvergne-Rhône-Alpes. Dolmen ist in Frankreich der Oberbegriff für Megalithanlagen aller Art (siehe: Französische Nomenklatur).
Der Dolmen liegt auf einem Hügel über dem Thermalbad und den römischen Thermen am Vulkan Puy-de-Dôme. Der aus Vulkangestein erstellte Dolmen hat einen Deckstein von 3,5 × 2,5 m der auf fünf hohen Tragsteinen über einer rechteckigen Kammer liegt.
Südwestlich von Clermont-Ferrand liegen/stehen zwischen 20 und 30 Menhire und Dolmen, darunter die Dolmen de la Pineyre, de la Grotte, Saillant und das L’Usteau du Loup (Haus des Wolfs) in Saint-Gervazy. Der höchste Menhir der Auvergne ist der Pierre du Tombeau auch „Pierre Plantée de Montotoute“ von Davayat (4,8 m – 16 Tonnen) gefolgt von dem Menhir Pierre Longue bei Aydat (4,75 m – 15 Tonnen) und dem Pierre Plantée von Champeix.